# Paperino e l'anello maledetto
Paperino e l'anello maledetto (The Mummy's Ring), dal 1998 pubblicata col titolo Paperino e l'anello della mummia, è una storia a fumetti di Carl Barks pubblicata per la prima volta su Four Color n. 29 del settembre 1943. Composta da 28 tavole, fu la prima storia lunga d'avventura con protagonista Paperino a venire scritta e disegnata da Barks.

## Storia editoriale
Paperino e l'anello maledetto fu la prima storia lunga d'avventura di Paperino scritta e disegnata da Barks, e stabilì degli schemi che sarebbero presto diventati degli standard per le storie di Paperino ad opera del fumettista. Paperino e i nipoti vengono travolti in un'avventura con pericoli mortali, anche se ci sono molte gag comiche per alleggerire il tono. Ci sono criminali cattivi, identità sbagliate, coincidenze umoristiche e un finale a sorpresa. I ragazzi fanno anche un tour di un'ambientazione esotica, con molte vignette dettagliate raffiguranti monumenti egiziani, che Barks copiò con cura dalle foto presenti su The National Geographic Magazine.
L'ispirazione per la storia venne da un articolo di una rivista sulle antiche usanze funerarie egizie, tra cui la tradizione di mettere oggetti di uso quotidiano e cibo nella tomba insieme al defunto. Un'altra ispirazione fu il film con Boris Karloff La mummia (1932) e i successivi film horror, che raffiguravano le mummie come mostri animati e vendicativi.
Poiché questa era la prima storia d'avventura scritta da Barks, gli editori gli chiesero di inviare una bozza. In un'intervista del 1973, Barks ricordò che la redattrice della Western Printing Eleanor Packer gli aveva suggerito alcuni grandi cambiamenti, di cui Barks le inviò le bozze: "Li esaminò e mi rispose di andare avanti con la mia versione originale, la mia versione originale era migliore. Quindi da allora non ebbi mai problemi".
I monumenti egiziani ritratti durante il viaggio di Paperino lungo il Nilo includono la Grande Sfinge di Giza (p. 17), lo skyline del Cairo (ppp. 17-18), la piramide di Meidum (p. 19), la piramide di Djoser (p. 20), il tempio funerario di Hatshepsut (pp. 21-22) e i Colossi di Memnone (p. 28). Barks li copiò da "Daily Life in Ancient Egypt", un articolo di oltre 90 pagine nel National Geographic dell'ottobre 1941, di William C. Hayes del Metropolitan Museum of Art. C'è anche una caricatura dell'animatore Disney Chuck Couch in un manifesto di ricercato a pagina 7 della storia.

## Trama
Paperino legge un articolo sul giornale su due mummie dell'antico Egitto che verranno rispedite in Egitto dal museo locale, su richiesta dell'emiro di El Dagga. Paperino e i suoi tre nipoti, Qui, Quo e Qua, vanno al museo per vedere le mummie prima che vengano portate via. Sulla strada per il museo, a Paperino viene consegnato un anello misterioso da un uomo trasandato, che afferma che gli ha portato sfortuna. Paperino e i ragazzi notano che l'anello ha il marchio di tre serpenti, lo stesso disegno delle mummie che stanno per vedere. Il rapinatore Pietro Gambadilegno esige che Paperino gli consegni l'anello, ma i ragazzi salvano lo zio dalle sue grinfie. Dopodiché, Qui scopre che l'anello è incastrato nel suo dito. Al museo, i quattro sbirciano dentro una delle teche delle mummie e notano che manca un anello. I minacciosi emissari dell'emiro di El Dagga li spaventano e una guardia del museo dice ai paperi che l'emiro chiede che le mummie vengano rispedite in Egitto sotto la minaccia di guerra. Dopo che i paperi se ne vanno, Qui torna al museo per prendere il suo berretto, ma non ritorna. Sicuri che gli emissari abbiano rapito Qui, gli altri paperi riescono a farsi assumere come marinai sulla nave che riporta le mummie in Egitto.
A bordo della nave, Paperino, Quo e Qua vengono attaccati da una delle mummie, che ruba un del cibo. Paperino sbircia attraverso un oblò e vede entrambe le mummie sedute nei loro sarcofaghi che mangiano. Dopo aver causato disturbo agli emissari, i paperi vengono messi in cella, dove deducono che Qui e il rapitore devono essersi travestiti da mummie. Quando i paperi vengono liberati, scoprono che gli emissari hanno caricato le mummie sulla loro chiatta per traghettarle lungo il fiume. I paperi li seguono su una barca abbandonata, che agganciano a un piroscafo, arrivando al palazzo dell'emiro in tempo per vedere le mummie consegnate. Paperino, Quo e Qua interrompono le cerimonie dell'emiro, dicendogli che le mummie sono vive e che una di loro ha l'anello con i tre serpenti. Qui e il rapitore vengono srotolati; il rapitore si rivela essere Pietro, che al museo aveva provato a rubare l'anello a Qui ma poi aveva nascosto quest'ultimo in un sarcofago prima di doversi nascondere a sua volta nell'altro. L'emiro, grato per aver recuperato l'anello, regala ai paperi una nuova barca insieme a una scatola piena di oro e gioielli.

## Edizioni
La storia fu pubblicata per la prima volta negli Stati Uniti su Four Color n. 29 del settembre 1943. Nel 1965 la Gold Key Comics progettò di ristamparla ma scoprì che mancavano le copie fotostatiche di tre pagine, e che le tavole originali erano state distrutte. L'editore chiese a Barks di ridisegnare le tre pagine e la storia fu pubblicata con le pagine ridisegnate in Uncle Scrooge and Donald Duck n. 1 (settembre 1965). Nel 1984, quando la Another Rainbow pubblicò la raccolta The Carl Barks Library, restaurò le tre pagine del fumetto originale usando un computer; le tre pagine ridisegnate furono comunque incluse nel volume in piccole dimensioni. Da allora in poi per le ristampe furono usate le tavole originali.
La storia fu pubblicata anche in varie nazioni europee oltre che in Argentina, Australia, Brasile e Iran. In Italia fu pubblicata dall'8 al 29 marzo 1947, divisa in quattro parti, sui numeri dal 629 al 632 di Topolino; tuttavia, tale edizione fu realizzata da Ambrogio Vergani ricalcando l'originale in modo che tutte le vignette avessero le stesse dimensioni, componendo otto tavole del formato adatto alla testata. Inoltre anche i testi, tradotti sommariamente, subirono delle modifiche: l'emiro di El Dagga venne chiamato "il bey di Menfi Ramsete II", i dollari furono convertiti in lire e Qui venne scambiato con Quo. Tale edizione, rimontando opportunamente le tavole, fu utilizzata anche per le successive ristampe fino agli anni settanta. Solo a partire dagli anni ottanta fu stampata la versione di Barks, che in Zio Paperone n. 106 del luglio 1998 fu pubblicata col titolo Paperino e l'anello della mummia in un'edizione ritradotta e ricolorata, usata anche per le ristampe successive.

## Accoglienza
Lo storico del fumetto Michael Barrier ha una visione negativa della storia: "Come in Paperino e l'oro del pirata, la commedia è notevolmente carente [...] In Paperino e l'anello maledetto c'è di nuovo una serietà prevalente (e una forte dipendenza dal National Geographic per le ambientazioni egiziane). Ci sono minacce di morte che Paperino e i suoi nipoti devono prendere sul serio e un torrente di fumetti pieni di dialoghi una volta risolto il mistero della storia. Come in altre prime storie di fumetti dell'ufficio di Los Angeles della Western, il senso è di goffa imitazione di fumetti che combinavano con maggior successo commedia e avventura, come Wash Tubbs di Roy Crane e Topolino di Floyd Gottfredson".
Thomas Andrae concorda sul fatto che la storia sia imperfetta: "La sintesi di Barks di ambientazioni realisticamente disegnate e personaggi dei cartoni animati basati sulla fantasia ha creato una forma d'arte unica e ibrida. Gli sfondi realistici e l'atmosfera delle sue storie hanno invitato i lettori a identificarsi completamente con la difficile situazione dei paperi come figure quasi umane che subiscono le stesse traversie che i lettori potrebbero sperimentare [...] Tuttavia, Barks non aveva ancora padroneggiato la fusione di questi due stili. Spesso non riusciva a integrare i dettagli dello sfondo all'interno di una scena e quelle immagini rimanevano solo una scusa per fare un giro turistico [...] Di conseguenza, questi artefatti funzionano come cartoline illustrate, contribuendo in modo insufficiente alla narrazione".